# Монмартр на Сене
Монмартр на Сене (фр. Montmartre sur Seine) — французский художественный фильм режиссёра Жоржа Лакомба. Мировая премьера состоялась 19 ноября 1941 года.

## Сюжет
История рассказывает о жизни, любви и отношениях простых монмартровцев — цветочницы Лили (Эдит Пиаф), чудесной девушки Жюльетты (Югетт Фаже), простого и честного Мориса (Анри Видаль) и благородного Мишеля (Жан-Луи Барро). На Монмартре царит своя атмосфера — ремесленники и рабочие, простые ценности. Морис любит Жюльетту, а Мишель — Лили, которая обладает чудным певческим даром. Но приезд парижского щеголя Клода переворачивает всё с ног на голову. Ревнивый Морис ссорится с любимой, а Лили становится звездой кабаре, не теряя надежды на внимание разочарованного Мориса.

## В ролях
- Эдит Пиаф - Лили
- Жан-Луи Барро - Мишель
- Роже Дюшен
- Рене Бержерон
- Югетт Фаже - Жюльетта
- Анри Видаль - Морис
- Соланж Сикард
- Альберт Дувалекс
- Пьер Лабри